# La Part du feu
Ne doit pas être confondu avec Notre-Dame, la part du feu.
Pour plus de détails, voir Fiche technique et Distribution.
La Part du feu est un film français réalisé par Étienne Périer sorti en 1978.

## Synopsis
Le promoteur immobilier Bob Hansen (Michel Piccoli) découvre que sa femme Catherine (Claudia Cardinale) le trompe avec son associé. Il réagit calmement et encourage même leurs rencontres, pensant que c'est le seul moyen de ne pas les perdre tous les deux.
Afin d'obtenir une dérogation de construction d'une tour, il soudoie le député Édouard Moureu qui va percevoir des pots-de-vin sur un compte en Suisse. Il remarque par ailleurs que le député et le banquier William Vargnier souhaitent se passer de lui pour d'autres affaires lucratives, ce qui le pousse à organiser la chute du député en le donnant à la vindicte populaire dans les colonnes d'un journal sensationnaliste. L'élu est terrassé par une attaque et se retrouve très diminué.
Quant à l'histoire d'amour entre son associé Jacques et son épouse Catherine, on se rend compte que c'est également le promoteur Bob Hansen qui en fait dirige le comportement de Jacques à ce sujet afin de contrôler sa riche épouse. En effet l'aveuglement de Catherine pour Jacques la pousse à lui donner les actifs immobiliers que son mari convoitait. Quand elle réalise le stratagème dont elle a été la victime, elle se suicide d'une balle dans la tête après avoir braqué le pistolet sur son mari. Bob semble être le bénéficiaire de toutes les manipulations jusqu'à la fin du film quand Jacques dont on a toujours pensé qu’il était sous l’emprise de Bob appelle le banquier pour lui faire part d'un projet relatif à ses nouveaux actifs immobiliers sans impliquer Bob.

## Fiche technique
- Titre : La Part du feu
- Réalisateur : Étienne Périer
- Scénario : Dominique Fabre
- Photographie : Jean Charvein
- Montage : Renée Lichtig
- Musique : Paul Misraki
- Son : Michel Laurent
- Pays d'origine :  France
- Langue : français
- Format : couleur (Eastmancolor) — 35 mm — 1,66:1 — Son : Mono
- Genre : drame
- Durée : 105 min.
- Date de sortie : 
  - France :  4 janvier 1978

## Distribution
- Michel Piccoli : Robert Hansen
- Claudia Cardinale : Catherine Hansen
- Jacques Perrin : Jacques Noblet
- Rufus : Patrick Delbaut
- Roland Bertin : Edouard Moureu, le député
- Gabriel Cattand : William Vargnier, le banquier
- Véronique Silver : Gisèle, la femme du député
- Liliane Gaudet : Madame Vargnier
- Hélène Vincent : La veuve
- Olivier Hussenot : Le notaire
- Guy Franquet
- Jean Franval : Le chef de chantier
- Stéphane Macha : Le gardien de la villa
- Antoinette Moya : Flora, la secrétaire de Robert Hansen